# Ralik
Il Ralik è una catena di isole all'interno delle Isole Marshall. Ralik significa "tramonto". La popolazione totale delle isole Ralik fino al 1999 è di 19.915.
Lista di atolli e isole isolate nella catena:
- Enewetak
- Ujelang
- Bikini (Marshall)
- Rongerik
- Rongelap
- Ailinglaplap
- Wotho
- Ujae
- Lae (Marshall)
- Kwajalein
- Lib (Marshall)
- Namu
- Jabat
- Jaluit
- Kili
- Namdrik
- Ebon